# Mirabilia Urbis Romae

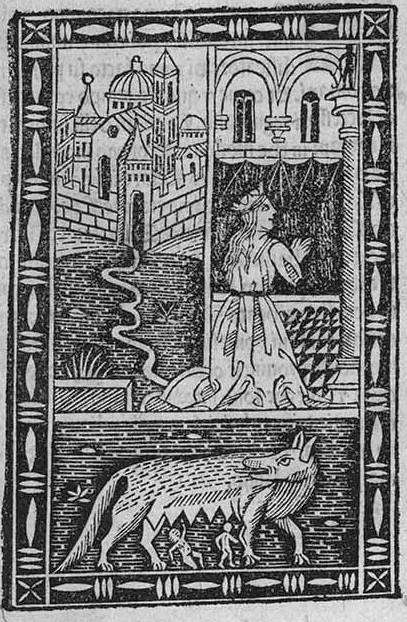
Mirabilia urbis Romae, 1499

Mirabilia Urbis Romae ou Maravilhas da Cidade de Roma é um texto em latim extensivamente copiado e que serviu a gerações de peregrinos e turistas como guia da cidade de Roma. O texto original, escrito por um cônego da Basílica de São Pedro, foi escrito na década de 1140. Por sua popularidade, o texto sobreviveu em numerosos manuscritos.

## A obra
"Livre de qualquer conhecimento mais acurado sobre a continuidade histórica da cidade, o autor desconhecido descreveu os monumentos de Roma revelando uma considerável habilidade inventiva", relata a Enciclopédia Católica. O relato, repleto de lendas, permaneceu como o guia padrão da cidade até o século XV. Na época em que foi escrito, a parte habitada de Roma, chamada de abitato ("habitado"), era uma pequena aglomeração numa curva do Tibre rodeada pelas ruínas da grande cidade antiga, que, por ser uma área protegida pela ainda imponente muralha e seus portões, era utilizada para pastar ovelhas e cabras entre os templos e termas, uma atividade que deu ao Fórum Romano seu nome medieval: Campo Vaccino ("Campo das Vacas").
A partir do pontificado de Bonifácio VIII (1294–1303) até o de João XXII (1316–34), o texto foi sendo revisado e ampliado. Sua autoridade foi inquestionável até o século XV, quando dois autores iniciaram a tarefa de substituí-lo por novas descrições, desta vez com o frescor do ponto de vista renascentista. Uma das obras foi Descriptio urbis Romae, de Leon Battista Alberti, escrita por volta de 1433. A outra foi Roma instaurata, de Flavio Biondo, escrita onze anos mais tarde e que circulou primeiro como um manuscrito e só foi impressa em 1481.
A atenção da crítica moderna só foi atraída para as diferentes versões da Mirabilia Urbis Romae pelo arqueologista cristão do século XIX Giovanni Battista de Rossi em sua obra Roma Sotterranea (vol I, 1864, pp 158ss). A edição de Louis Duchesne na Liber Censuum de l'Eglise Romaine (I, Paris, 1905, 262-73) apresentou o texto original, que ele atribuiu a um Cencius Camerarius, com variantes de outros quatro manuscritos. Em 1889, Francis Morgan Nichols publicou a primeira tradução para o inglês, republicada em 1986 pela Italica Press.

## Capítulos
O conteúdo da Mirabilia pode ser classificado nas seguintes seções, cujos títulos foram tirados da Liber Censuum: 
- De muro urbis (sobre as muralhas da cidade);
- De portis urbis (as portas e portões da cidade);
- De miliaribus (os miliários);
- Nomina portarum (os nomes das portas);
- Quot porte sunt Transtiberim (quantos portões estão além do Tibre);
- De arcubus (os arcos);
- De montibus (as colinas);
- De termis (as termas);
- De palatiis (os palácios);
- De theatris (os teatros);
- De locis qui inveniuntur in sanctorum passionibus (os locais mencionados nas "paixões" dos santos);
- De pontibus (as pontes);
- De cimiteriis (os cemitérios);
- De iussione Octaviani imperatoris et responsione Sibille (a pergunta do imperador Otaviano e a resposta da Sibila — veja Santa Maria in Aracoeli);
- Quare facti sunt caballi marmorei (por que os cavalos de mármore foram feitos);
- De nominibus iudicum et eorum instructionibus (os nomes dos juízes e suas instruções);
- De columna Antonii et Trajani (a Coluna Antonina e de Trajano);
- Quare factus sit equus qui dicitur Constantinus (por que a [estátua] equestre foi feita, a que se diz de Constantino);
- Quare factum sit Pantheon et postmodum oratio B. (por que o Panteão foi construído e oração posterior B.);
- Quare Octavianus vocatus sit Augustus et quare dicatur ecclesia Sancti Petri ad vincula (por que Otaviano era chamado de Augusto e por que Sancti Petri ad Vincula tem este nome);
- De vaticano et Agulio (sobre o Vaticano e a Agulha);[a]
- Quot sunt templa trans Tiberim (quantos templos estão além do Tibre);
- Predicatio sanctorum (a pregação dos santos).